# Centro Atlético Fénix
Maillots
Actualités
Le Centro Atlético Fénix est un club uruguayen de football basé à Montevideo. 

## Historique
En 1908, un groupe de jeune du quartier de Capurro fonde un club de football, Guaraní. Il s'affilie à l'AUF, avant de devoir cesser son activité en 1913. D'anciens joueurs, souhaitant poursuivre l'aventure, créent un nouveau club le 7 juillet 1916, et ne pouvant réutiliser Guaraní, ils choisissent l'oiseau qui renaît de ses cendres, fénix (le phénix en français). 
Le club s'affilie à nouveau à l'AUF et recommence donc en troisième division, puis entame son ascension, avec une montée en deuxième division, et une deuxième place dans ce championnat en 1922 derrière Bella Vista. 
La scission de l'AUF cette même année permet au club de monter en première division, et termine même quatrième en 1924.
Fénix a la mauvaise idée de descendre en 1926, et d'être en deuxième division en 1931 quand le football devient professionnel. Pendant quelques années, pour stabiliser les clubs, l'AUF n'autorise pas de montées ou de descentes et le club reste donc en deuxième division, puis descend en troisième division en 1942, et ne remonte qu'en 1949. Il faudra attendre 1957 pour que le club retrouve la première division, trente ans après être descendu, et pour la première fois à l'ère professionnelle. Pour son retour, Fénix termine quatrième, derrière les deux grands et Defensor. Mieux encore, en 1962, Fénix termine troisième derrière les deux grands, ce qui pendant un temps fût appelé « Champion des petits », à l'époque ou Peñarol et Nacional alternaient les titres de champion et de dauphin. Commence alors un nouveau cycle de montées et de descentes, avec une nouvelle troisième place en 1978 et 1979, mais aussi une descente en troisième division en 1981. Le club manque de disparaitre en 1990, mais se maintient et retrouve la première division en 2000, participant même aux  Libertadores 2003 et  2004. Le club effectue des yoyo entre première et deuxième division, ce qui en fait le club possédant le plus de titres de champion de deuxième division, avec sept trophées.

## Palmarès
- Championnat d'Uruguay de deuxième division
  - Champion : 1956, 1959, 1973, 1977, 1985, 2006-2007, 2008-2009